# Rifle Evans

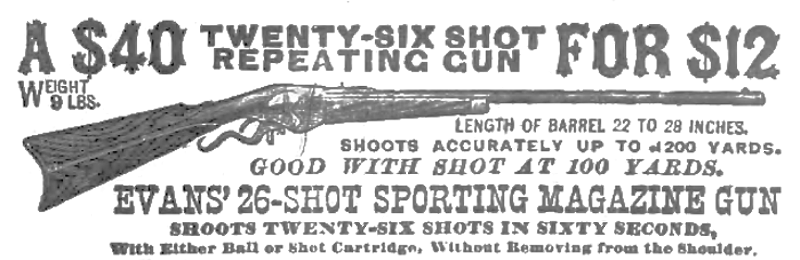
Anúncio do Rifle Evans (1876)

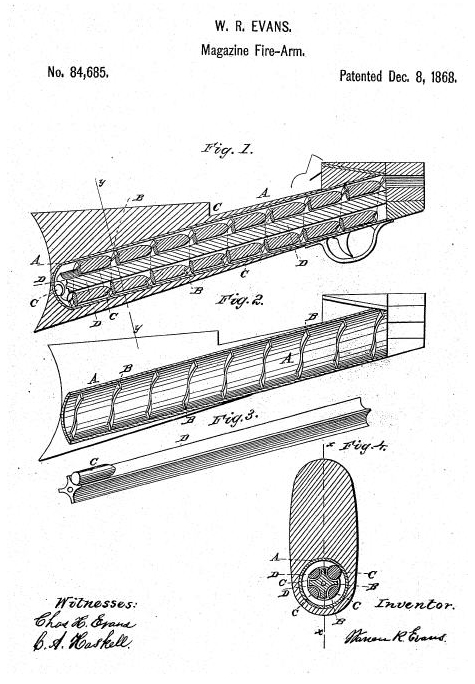
Desenho da patente do carregador helicoidal rotativo do Rifle Evans

O Rifle Evans foi um rifle de repetição por ação de alavanca projetado por Warren R. Evans como um rifle de alta capacidade (26 a 34 tiros), com um carregador helicoidal rotativo embutido na coronha.
O Rifle Evans é frequentemente considerado um dos rifles mais estranhos já produzidos nos Estados Unidos. Ele foi inventado por Warren R. Evans, um dentista de Thomaston, Maine, com a ajuda de seu irmão George, eles aperfeiçoaram o rifle e fundaram a "Evans Rifle Manufacturing Company" de Mechanic Falls, Maine, em 1873. Seus rifles foram comercializados pela Merwin & Hulbert. A esperança era que o rifle fosse encomendado pelo Exército dos Estados Unidos, mas o rifle não passou no teste padrão de poeira.